# Arlt Computer

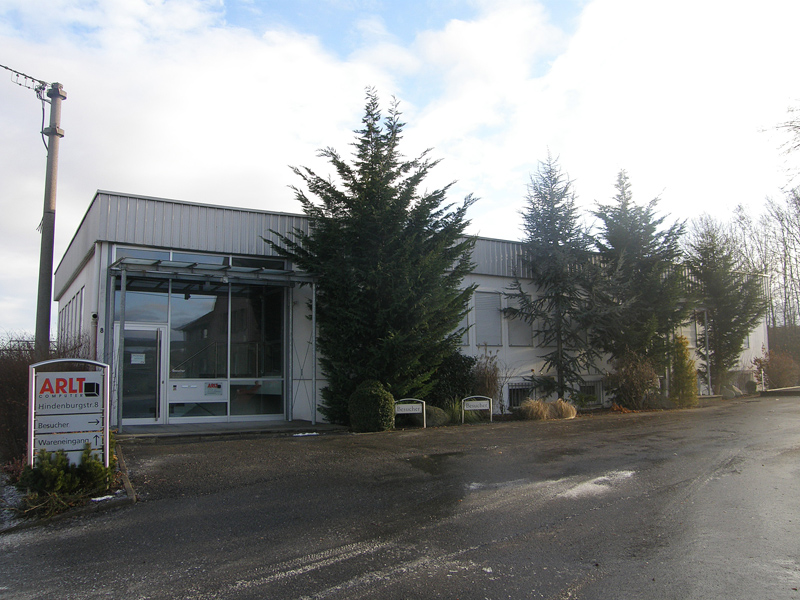
Arlt in Magstadt

Arlt Computer ist ein Handelsunternehmen für Computerprodukte mit Hauptsitz im baden-württembergischen Magstadt.
Arlt beschäftigt an 18 Standorten etwa 160 Mitarbeiter. Zeitweise hatte das Unternehmen 20 Zweigstellen. Das Unternehmen besteht aus zwei rechtlich selbständigen Gesellschaften, die unter dem Dach der Scheller Holding GmbH vereint sind. Die Arlt Computer GmbH betreibt 18 Einzelhandelsfilialen in Süddeutschland. Zur Arlt Computer-Produkte GmbH gehören sowohl ein Großkundenvertrieb für Unternehmen, Universitäten und Institute als auch ein Direktversand für private Endkunden.

## Geschichte
1958 eröffnete in Stuttgart am Feuersee ein Elektronikfachgeschäft. Es war die dritte Filiale der Arlt Radio Elektronik GmbH von Walter Arlt, der bereits einen Elektronikteile-Versandhandel und Elektronikfachgeschäfte in Berlin und seit dem 1. Oktober 1950 auch in Düsseldorf unterhielt. 1968 erfolgte ein Umzug in ein größeres Ladengeschäft in der Katharinenstraße. Ende der 1970er Jahre wurden die ersten Spielkonsolen und Heimcomputer in das Sortiment aufgenommen. 1989 übernahm Robin Scheller, der Enkel von Walter Arlt, die Filiale und baute sie 1991 zu einem reinen Computerfachgeschäft um. 1994 eröffnete er einen zweiten Arlt-Computerladen in Reutlingen. In den folgenden Jahren entstanden weitere Filialen in ganz Süddeutschland. 1998 verlegte das Unternehmen seinen Hauptsitz nach Filderstadt, seit 2000 ist es in Magstadt ansässig.